# Суццу (посёлок)
Су́ццу (яп. 寿都町 Сутцу-тё:) — посёлок в Японии, находящийся в уезде Суццу округа Сирибеси губернаторства Хоккайдо. Площадь посёлка составляет 95,37 км², население — 3294 человека (30 июня 2014), плотность населения — 34,54 чел./км².

## Географическое положение
Посёлок расположен на острове Хоккайдо в губернаторстве Хоккайдо. С ним граничат посёлки Куромацунай, Ранкоси и село Симамаки.

## Население
Население посёлка составляет 3294 человека (30 июня 2014), а плотность — 34,54 чел./км². Изменение численности населения с 1980 по 2005 годы:
| 1980 | 5925 чел. |  |
| 1985 | 5497 чел. |  |
| 1990 | 4858 чел. |  |
| 1995 | 4405 чел. |  |
| 2000 | 4114 чел. |  |
| 2005 | 3744 чел. |  |

## Символика
Деревом посёлка считается сакура, цветком — Rosa rugosa, птицей — сизая чайка.